# (39889) 1998 FG
1998 أف جي (ويعرف أيضًا باسم (39889) 1998 أف جي وفق تسمية الكوكب الصغير) (بالإنجليزية: 1998 FG)‏ هو كويكب ضمن حزام الكويكبات؛ وترتيبه 39889 من حيث الاكتشاف.
اكتُشف هذا الجُرم الفلكي بواسطة Frank B. Zoltowski ‏ في 17 مارس 1998.

## وصلات خارجية
- (39889) 1998 FG في قاعدة بيانات مختبر الدفع النفاث لأجرام النظام الشمسي الصغيرة

- الاكتشاف · مخطط المدار ·  العناصر المدارية · المعلمات المادية

- (39889) 1998 FG على موقع ويكي سكاي: DSS2, SDSS, GALEX, IRAS, Hydrogen α, X-Ray, Astrophoto, Sky Map, Articles and images